# پیش‌بینی عددی وضع هوا

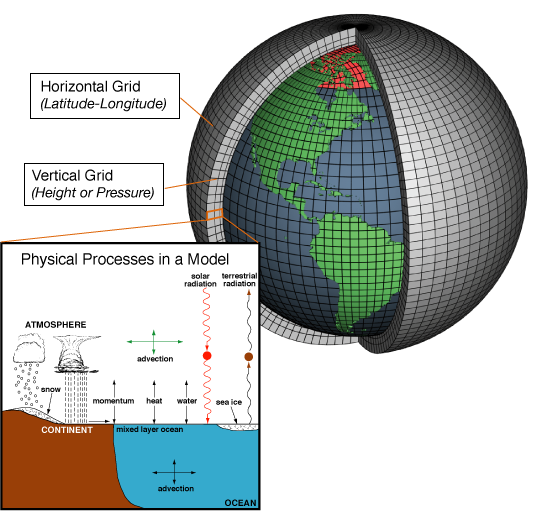
مدل‌های هواشناسی از سیستم‌های معادلات دیفرانسیل بر اساس قوانین فیزیک استفاده می‌کنند که در جزئیات حرکت سیال، ترمودینامیک، انتقال تشعشع و شیمی قرار دارند و از یک سیستم مختصات استفاده می‌کنند که سیاره را به یک شبکه سه بعدی تقسیم می‌کند. بادها، انتقال حرارت، تابش خورشیدی، رطوبت نسبی، تغییرات فاز آب و سطح هیدرولوژی در هر سلول شبکه محاسبه می‌شود و از تعاملات با سلول‌های مجاور برای محاسبه خواص اتمسفر در آینده استفاده می‌شود.

در روش پیش‌بینی عددی وضع هوا (Numerical Weather Prediction) از مدل‌های ریاضی جو و اقیانوس‌ها استفاده می‌کنند تا شرایط وضع هوا را بر اساس شرایط جوّی کنونی پیش‌بینی کنند. اگرچه این روش برای اولین بار در دهه ۱۹۲۰ به کار گرفته شد، اما تا زمان ظهور شبیه‌سازی رایانه‌ای در دهه ۵۰ روش پیش‌بینی عددی وضع هوا نتوانست نتایج واقع‌گرایانه و قابل قبولی را کسب کند. تعدادی از مدل‌های پیش‌بینی جهانی و منطقه‌ای در کشورهای مختلف در سراسر جهان در حال اجرا هستند، با استفاده از مشاهدات وضع هوای فعلی از رادیوسوندها، ماهواره‌های هواشناسی و سیستم‌های مشاهده دیگر به عنوان ورودی استفاده می‌کنند.
مدل‌های ریاضی براساس همان اصول فیزیکی می‌توانند برای تولید پیش‌بینی‌های وضع هوای کوتاه‌مدت یا پیش‌بینی‌های بلند مدت وضع هوا استفاده شوند که از پیش‌بینی‌های بلند مدت آب و هوایی به‌طور گسترده برای درک و پیش‌بینی تغییرات اقلیمی استفاده می‌شود. پیشرفت‌های صورت‌گرفته در مدل‌های منطقه‌ای باعث بهبود قابل توجهی در پیش‌بینی گردباد استوایی و پیش‌بینی‌های مربوط به کیفیت هوا را شده است. با این حال، مدل‌های جوی عملکرد بسیار کمی در فرایندهای انتقالی که در یک منطقه نسبتاً محدود مانند آتش‌سوزی رخ می‌دهند، دارند.
استفاده از مجموعه داده‌های گسترده و انجام محاسبات پیچیده که برای پیش‌بینی وضع هوای عددی مدرن لازم است، نیازمند برخی از قدرتمندترین ابر رایانه‌های جهان است. حتی با افزایش قدرت ابر رایانه‌ها، مهارت پیش‌بینی مدل‌های هواشناسی عددی فقط در حدود شش روز گسترش می‌یابد.
عوامل مؤثر بر صحت پیش‌بینی‌های عددی شامل چگالی و کیفیت مشاهدات مورد استفاده به عنوان ورودی پیش‌بینی‌ها، همراه با نقص در مدل‌های عددی باعث به‌وجود آمدن تکنیک‌های پس از پردازش مانند آمار خروجی مدل (MOS) به منظور کاهش خطا در پیش‌بینی‌های عددی توسعه یافته‌اند.
یک مشکل اساسی تر در ماهیت بی نظمی در معادلات دیفرانسیل جزئی حاکم بر جو است. حل این معادلات به‌طور دقیق غیرممکن است و خطاهای کوچک با گذشت زمان (دوبرابر شدن در هر پنج روز) افزایش می‌یابد. درک فعلی این است که این رفتار نامنظم پیش‌بینی‌های دقیق را حتی با داده‌های ورودی دقیق و یک مدل بی عیب و نقص را به حدود ۱۴ روز محدود می‌کند. علاوه بر این، معادلات دیفرانسیل جزئی استفاده شده در مدل باید با پارامترهای تابش خورشیدی، فرایندهای مرطوب (ابرها و بارش)، تبادل گرما، خاک، پوشش گیاهی، آبهای سطحی و تأثیرات زمین تکمیل شود. در تلاش برای تعیین کمیت مقدار زیادی از عدم قطعیت ذاتی در پیش‌بینی‌های عددی، از دهه ۱۹۹۰ پیش‌بینی‌های گروهی برای کمک به سنجش اعتماد در پیش‌بینی و به دست آوردن نتایج مفید بیشتر در آینده مورد استفاده قرار گرفته است. این رویکرد پیش‌بینی‌های متعدد ایجاد شده توسط یک مدل پیش‌بینی مجزا یا مدل‌های چندگانه را تجزیه و تحلیل می‌کند.

## تاریخچه
مقاله اصلی: تاریخچه پیش‌بینی هوای عددی

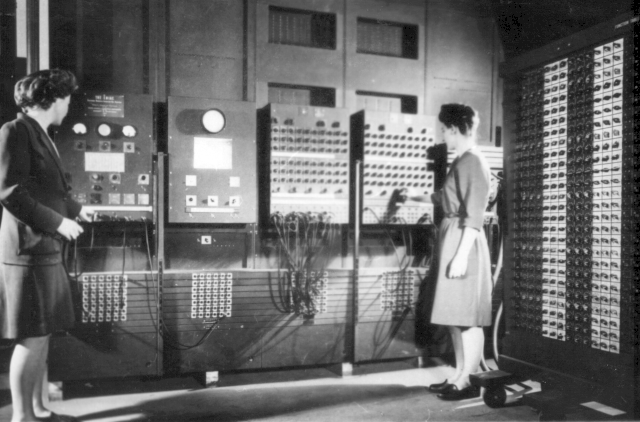
کنترل پنل اصلی ENIAC در دانشکده مهندسی برق مور با بتی جنینگز و فرانسیس بیلاس اداره می‌شود.

تاریخچه پیش‌بینی عددی وضع هوا در دهه ۱۹۲۰ با تلاش‌های لوئیس فری ریچاردسون، که از رویه‌هایی که ابتدا توسط ویلهلم بجرکنس ساخته شده بود، استفاده کرد به روش دستی یک پیش‌بینی شش ساعته برای وضعیت جو بیش از دو نقطه در اروپای مرکزی تولید کند؛ و حداقل شش هفته طول کشید تا این کار را انجام دهد. با ظهور رایانه و شبیه‌سازی‌های رایانه ای، زمان محاسبه به کمتر از زمان پیش‌بینی کاهش یافت. از ENIAC برای ایجاد اولین پیش‌بینی وضع هوا از طریق رایانه در سال ۱۹۵۰، براساس یک تقریب بسیار ساده به معادلات حاکم بر اتمسفر استفاده شد. در سال ۱۹۵۴، گروه کارل گوستاو راسبی در مؤسسه هواشناسی و هیدرولوژیکی سوئد از همان مدل برای تولید اولین پیش‌بینی عملیاتی استفاده کرد (یعنی پیش‌بینی معمول برای کاربرد عملی). پیش‌بینی عددی وضع هوا عملیاتی در ایالات‌متحده در سال ۱۹۵۵ با واحد پیش‌بینی عددی وضع هوا مشترک (JNWPU) آغاز شد که پروژه‌ای مشترک توسط نیروی هوایی نیروی هوایی، نیروی دریایی و هواشناسی ایالات متحده است. در سال ۱۹۵۶، نورمن فیلیپس یک مدل ریاضی ساخت که می‌تواند الگوهای ماهانه و فصلی را در تروپوسفر به تصویر بکشد. این اولین مدل موفق وضع هوا شد. به‌دنبال کار فیلیپس، گروه‌های مختلفی برای ایجاد مدل‌های گردش عمومی جو شروع به کار کردند. اولین مدل گردش عمومی جو که فرایندهای اقیانوسی و جوی را با هم ترکیب می‌کند، در اواخر دهه ۱۹۶۰ در آزمایشگاه دینامیک سیالات ژئوفیزیک NOAA توسعه داده شد. با بهبود یافتن توان محاسباتی رایانه‌ها، اندازه مجموعه داده‌های اولیه افزایش یافته است و مدل‌های جوی جدیدتری توسعه‌یافته‌اند تا از توان محاسباتی اضافه‌شده بهره ببرند. این مدل‌های جدیدتر شامل ساده‌تر شدن معادلات حرکتی در شبیه‌سازی‌های عددی جو می‌باشند. در سال ۱۹۶۶، آلمان غربی و ایالات‌متحده شروع به تولید پیش‌بینی‌های عملیاتی براساس مدل‌های معادلات اولیه جوی کردند که پس از آن انگلستان در سال ۱۹۷۲ و استرالیا در سال ۱۹۷۷ انجام دادند. توسعه مدلهای منطقه ای محدود (ناحیه‌ای) پیشرفت‌ها را در پیش‌بینی مسیرهای چرخندهای حاره‌ای و همچنین کیفیت هوا در دهه ۱۹۷۰ و ۱۹۸۰ تسهیل کرد. در اوایل دهه ۱۹۸۰، با ترکیب الگوهای متقابل خاک و پوشش گیاهی با جو حاکم منجر به پیش‌بینی‌های واقع‌گرایانه‌تری شد.
خروجی مدل‌های پیش‌بینی شده براساس پویایی‌های جوی قادر به حل برخی جزئیات وضع هوا در نزدیکی سطح زمین نیست. بدین ترتیب، یک رابطه آماری بین خروجی یک مدل پیش‌بینی عددی وضع هوا و شرایط متعاقب آن در زمین در دهه‌های ۱۹۷۰ و ۱۹۸۰ توسعه داده شد، که تحت عنوان آمار خروجی مدل (MOS) شناخته می‌شود. با شروع دهه ۱۹۹۰، پیش‌بینی‌های مدل‌های گروهی برای کمک به تعریف عدم قطعیت پیش‌بینی‌شده و گسترش پنجره مورد استفاده قرار گرفته‌اند که در آن پیش‌بینی شرایط هوایی در آینده بیشتر از آنچه ممکن است امکان‌پذیر باشد.

## مقداردهی اولیه

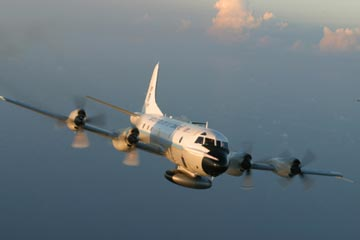
هواپیماهای شناسایی وضع هوا، مانند این WP-3D Orion، داده‌هایی را ارائه می‌دهند که سپس در پیش‌بینی‌های هواشناسی عددی مورد استفاده قرار می‌گیرند. WP-3D Orion,.

جو سیال است. بدین ترتیب، ایده پیش‌بینی عددی وضع هوا نمونه برداری از حالت سیال در یک زمان معین و استفاده از معادلات دینامیک سیالات و ترمودینامیک برای تخمین وضعیت سیال در زمان‌های آینده است. فرایند وارد کردن داده‌های مشاهده شده به مدل برای ایجاد شرایط اولیه، مقداردهی اولیه نامیده می‌شود. در زمین، نقشه‌های زمین موجود با وضوح پایین تا ۱ کیلومتر (۰٫۶ مایل) در سطح جهانی برای کمک به مدل‌سازی گردش‌های جوی در مناطقی از توپوگرافی ناهموار استفاده می‌شود، تا بتوانید ویژگی‌هایی از قبیل بادهای سقوط پایین، امواج کوهستانی و ابرهای وابسته را که بر تابش خورشیدی ورودی تأثیر می‌گذارد، نشان دهد. ورودی اصلی خدمات هواشناسی مستقر در کشور مشاهدات از دستگاه‌هایی (به نام رادیوسوند) در بالن‌های هواشناسی است که پارامترهای مختلف جوی را اندازه‌گیری کرده و آنها را به گیرنده ثابت و همچنین از ماهواره‌های هواشناسی انتقال می‌دهد. سازمان هواشناسی جهانی برای استانداردسازی ابزارهای دقیق، رعایت شیوه‌ها و زمان‌بندی این مشاهدات در سراسر جهان اقدام می‌کند. ایستگاه‌ها هر ساعت در گزارش‌های METAR یا هر شش ساعت در گزارش‌های SYNOP گزارش می‌دهند. این مشاهدات به‌طور نامنظم فاصله دارند، بنابراین آنها با استفاده از روش‌های تجزیه و تحلیل داده‌ها و روشهای تحلیل عینی، که کنترل کیفیت را انجام می‌دهند، پردازش می‌شوند و مقادیری را در مکان‌هایی که قابل‌استفاده برای مدل‌های الگوریتم‌های ریاضی است به‌دست می‌آورند. سپس داده‌ها در این مدل به عنوان نقطه شروع برای پیش‌بینی استفاده می‌شوند.
روش‌های مختلفی برای جمع‌آوری داده‌های مشاهداتی برای استفاده در مدل‌های عددی استفاده می‌شود. ایستگاه‌های هواشناسی، امواج رادیویی رادیوسوندها که از تروپوسفر و همچنین در استراتوسفر بالا می‌روند و در بالن‌های هواشناسی قرار می‌گیرند، دریافت می‌کنند. از اطلاعات ماهواره‌های هواشناسی در جایی استفاده می‌شود که منابع داده سنتی در دسترس نباشد. خلبانان داده‌های مربوط در طول مسیرهای پروازی و کشتی‌ها گزارش‌های مربوط در طول مسیرهای حمل و نقلی خود را فراهم می‌کنند. در پروژه‌های تحقیقاتی از هواپیماهای شناسایی برای پرواز در داخل و اطراف سیستم‌های آب و هوایی مورد مطالعه مانند طوفان‌های حاره ای استفاده می‌شود. هواپیماهای شناسایی نیز در طول فصل سرما از اقیانوسهای باز به درون سیستم‌هایی پرواز می‌شوند که باعث عدم اطمینان قابل توجهی در پیش‌بینی می‌شوند، یا انتظار می‌رود از سه تا هفت روز آینده در قاره پایین دست تأثیرگذار باشند. مناطق یخ زده دریایی در مدل‌های پیش‌بینی از سال ۱۹۷۱ آغاز به کار کردند. تلاش برای وارد کردن دمای سطح دریا در مقدار دهی اولیه مدل از سال ۱۹۷۲ به دلیل نقش آن در تعدیل آب و هوا در عرض‌های بالاتر اقیانوس آرام آغاز شد.

## محاسبه
مقاله اصلی: مدل جوی

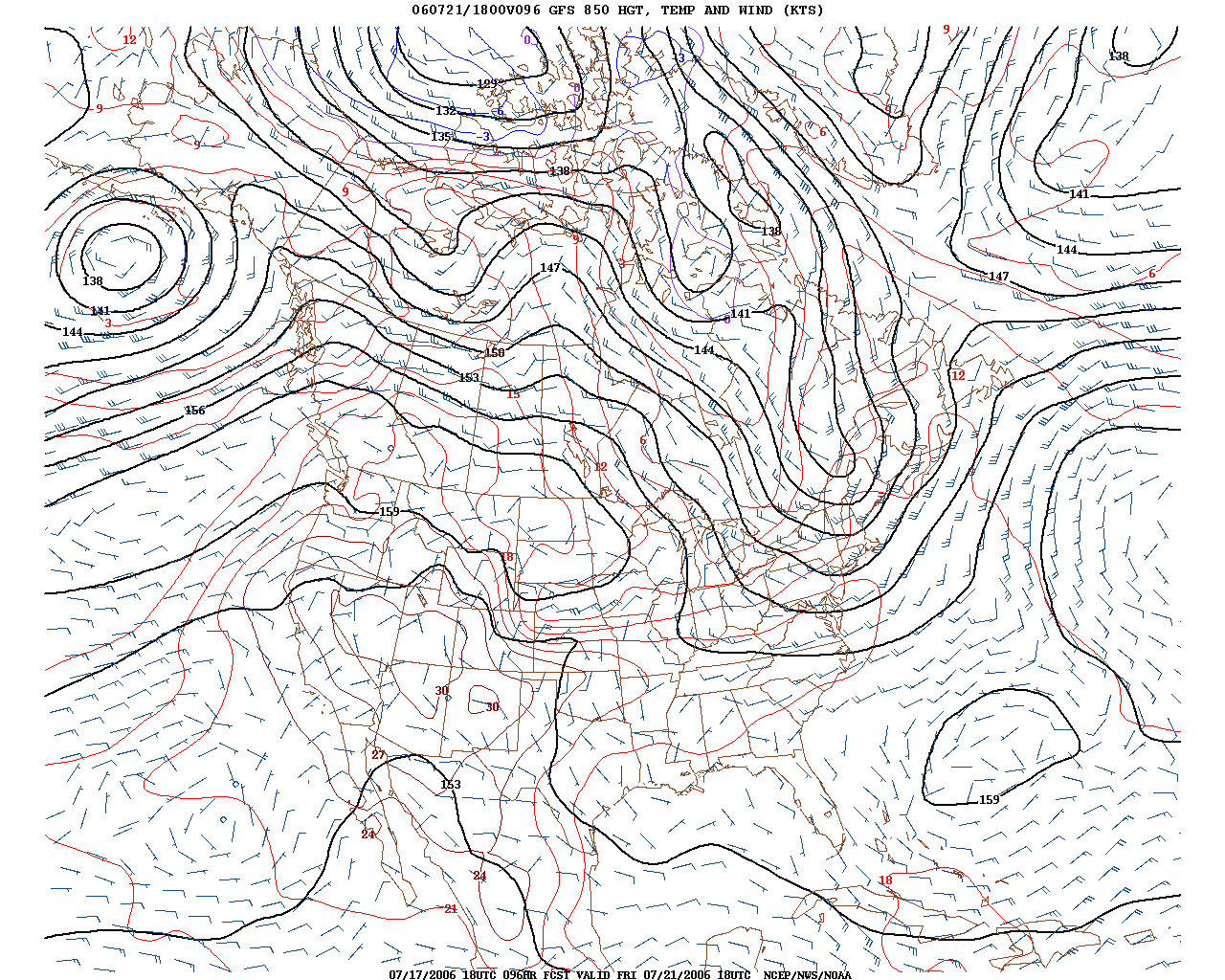
نمودار پیش آگهی پیش‌بینی ۹۶ ساعته ۸۵۰ میلی بار ارتفاع و درجه حرارت ژئوپروتسیتی از سامانه پیش‌بینی جهانی

یک مدل جوی یک برنامه کامپیوتری است که اطلاعات هواشناسی را برای زمان‌های آینده در مکان‌ها و ارتفاعات معین تولید می‌کند. در هر مدل نوین، مجموعه‌ای از معادلات وجود دارد که به عنوان معادلات اولیه شناخته می‌شود و برای پیش‌بینی وضعیت آینده جوی از آن‌ها استفاده می‌شود. این معادلات - همراه با قانون گاز ایدئال - برای تکامل چگالی، فشار و پتانسیل میدان دمایی و سرعت هوا (باد) اتمسفر در طول زمان مورد استفاده قرار می‌گیرند. معادلات جابه‌‌جایی اضافی برای آلاینده‌ها و سایر ذرات معلق در هوا نیز در برخی از مدل‌های تفکیکی در نظر گرفته می‌شوند.
معادلات مورد استفاده، معادلات دیفرانسیل جزئی غیر خطی هستند که به جز چند مورد ایدئال، حل آنها از طریق روشهای تحلیلی و دقیق غیرممکن است؛ بنابراین، روش‌های عددی راه‌حل‌های تقریبی را به دست می‌آورند. مدل‌های مختلف از روش‌های مختلف راه‌حل استفاده می‌کنند: برخی از مدلهای جهانی و تقریباً تمامی مدلهای منطقه ای از روشهای تفاضل محدود برای هر سه بعد فضایی استفاده می‌کنند، در حالی که سایر مدل‌های جهانی و چند مدل منطقه‌ای از روشهای طیفی برای ابعاد افقی و روش‌های تفاضل محدود در عمودی استفاده می‌کنند.
این معادلات از داده‌های تجزیه و تحلیل شده (کمیت‌های اندازه‌گیری شده) و نرخ تغییر مقداردهی اولیه می‌شوند. این نرخ تغییرات وضعیت جو را در مدت زمان کوتاهی از آینده پیش‌بینی می‌کنند. افزایش زمان برای این پیش‌بینی یک گام زمانی نامیده می‌شود. این وضعیت جوی آینده به‌عنوان نقطه شروع برنامه دیگری از معادلات پیش‌بینی شده برای یافتن نرخهای جدید تغییر استفاده می‌شود و این نرخ‌های جدید، تغییر جو را در یک گام زمانی بعدی به آینده پیش‌بینی می‌کنند. این گام زمانی آنقدر تکرار می‌شود تا راه حل به زمان پیش‌بینی شده مطلوب برسد. طول مرحله زمانی انتخاب شده در مدل مربوط به فاصله بین نقاط در شبکه محاسباتی است و برای حفظ ثبات عددی انتخاب شده است. گام‌های زمانی برای مدل‌های جهانی به ترتیب ده‌ها دقیقه می‌باشد، در حالی که گام‌های زمانی برای مدل‌های منطقه‌ای بین یک تا چهار دقیقه می‌باشد. مدل‌های جهانی در زمان متفاوتی در آینده اجرا می‌شوند. مدل یکپارچه UKMET برای شش روز به آینده ارائه می‌شود، در حالی که «مرکز اروپایی برای پیش‌بینی وضع هوای متوسط و محیط زیست» و «مدل محیط زیست جهانی محیط زیست کانادا» هر دو برای ده روز آینده ارائه می‌شوند، و «مدل سیستم پیش‌بینی جهانی» که توسط مرکز مدل‌سازی محیط زیست اجرا می‌شود، برای شانزده روز آینده اجرا و ارائه می‌شود. خروجی تصویری تولید شده توسط یک راه‌حل مدل به عنوان یک نمودار تشخیصی شناخته می‌شود.

## پارامتری کردن

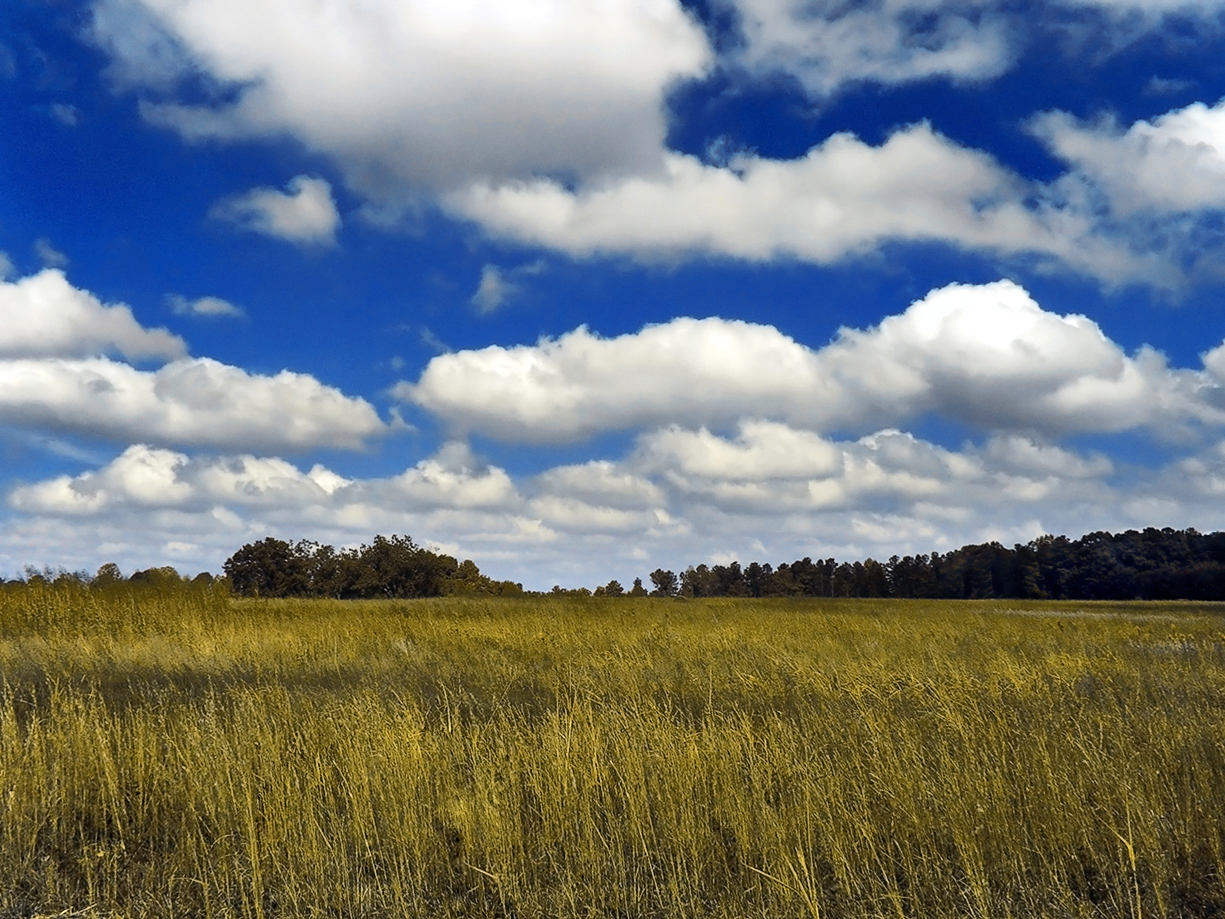
زمینه ابرهای کومولوس، از آنجا که پارامتری شده‌اند بسیار کوچک هستند تا صریحاً در پیش‌بینی عددی وضع هوا درج شوند

برخی از فرایندهای هواشناسی بسیار کوچک یا خیلی پیچیده هستند تا به‌طور واضح بتوان آنها رادر مدل‌های پیش‌بینی عددی وضع هوا گنجاند.
پارامتری کردن روشی است برای نشان دادن این فرایندها با مرتبط کردن آنها با متغیرها در مقیاسی است که مدل حل می‌کند. به عنوان مثال، بسته‌های جعبه ای در مدل‌های هواشناسی و اقلیم‌شناسی دارای وسعتی هستند که طول آنها بین ۵ کیلومتر (۳ مایل) و ۳۰۰ کیلومتر (۲۰۰ مایل) است. یک ابر کومولوس معمولی دارای مقیاس کمتر از ۱ کیلومتر (۰٫۶ مایل) است و نیازمند یک شبکه حتی بهتر از این است که به صورت فیزیکی با معادلات حرکت سیال نمایش داده شود؛ بنابراین، فرایندهایی که چنین ابری را نمایش می‌دهند، توسط فرایندهای پیچیدگی مختلف پارامتری می‌شوند. در مدل‌های اولیه، اگر یک ستون از هوا در یک مدل به‌طور مشروط ناپایدار باشد (اساساً کف آن گرمتر و مرطوب تر از قسمت بالا باشد) و میزان بخار آب در هر نقطه در داخل ستون اشباع می‌شد، پس از آن واژگون می‌شود (هوای گرم و مرطوب شروع به افزایش خواهد کرد) و هوا در آن ستون عمودی ترکیب خواهد شد. طرح‌های پیشرفته تر تشخیص می‌دهند که فقط برخی از قسمت‌های جعبه ممکن است همرفت شوند و و همگرایی و دیگر فرایندها اتفاق بیفتند. مدل‌های وضع هوا که با اندازه‌های بین ۵ تا ۲۵ کیلومتر هستند (۳ و ۱۶ مایل) می‌توانند به وضوح ابرهای همرفتی را نمایان کنند، اگرچه باید پارامترهای میکروفیزیکی ابری را که در مقیاس کمتری اتفاق می‌افتد را پارامتر کنند. تشکیل ابرهای در مقیاس بزرگ (نوع استراتوس) از نظر فیزیکی بیشتر رخ می‌دهد. زمانی که رطوبت نسبی به مقداری از ارزش تعیین‌شده برسد، این ابرها شکل می‌گیرند. فرایندهای مقیاس زیر شبکه ای باید در نظر گرفته شوند. به جای این که فرض کنیم که ابرها در رطوبت نسبی ۱۰۰٪ شکل می‌گیرند، شکستگی در ابر می‌تواند به مقدار بحرانی رطوبت نسبی کم‌تر از ۱۰۰٪ مرتبط باشد که نشان دهنده تغییر مقیاس زیر شبکه‌ای است که در دنیای واقعی رخ می‌دهد.
میزان تابش خورشیدی که به زمین می‌رسد و همچنین تشکیل قطرات ابر در مقیاس مولکولی رخ می‌دهد، بنابراین باید قبل از اینکه در مدل گنجانده شوند، پارامتری شوند. کشش جوی تولید شده توسط کوه‌ها نیز باید پارامتری شود، چرا که محدودیت‌های موجود در تفکیک خطوط ارتفاع می‌تواند تعداد قابل‌توجهی از کشش را تولید کند. این روش پارامتری سازی برای شار سطحی انرژی بین اقیانوس و جو، به منظور تعیین دمای واقعی سطح دریا و نوع یخ‌های دریایی که در نزدیکی سطح اقیانوس یافت می‌شود، نیز انجام می‌شود. همچنین زاویه تابش خورشید و نیز تأثیر لایه‌های متعدد ابر در این روش در نظر گرفته شده است. نوع خاک، نوع پوشش گیاهی و رطوبت خاک، همگی مشخص می‌کنند که چه مقدار تشعشع از زمین به هوا انتقال می‌یابد و چه مقدار رطوبت در اتمسفر مجاور جذب می‌شود و بنابراین پارامتر کردن تأثیر آنها در این فرایندها مهم است. در مدل‌های کیفیت هوا، پارامترهای اندازه‌گیری انتشار اتمسفر را از چندین منبع نسبتاً ریز (به عنوان مثال جاده‌ها، مزارع، کارخانه‌ها) در توری‌های شبکه ای خاص مورد توجه قرار می‌دهند.

## دامنه‌ها

مقطعی از جو بر فراز زمین با یک نمایش مختصات سیگما نشان داده شده است. مدل‌های در مقیاس میانی با استفاده از بازنمایی‌هایی مشابه آنچه در اینجا نشان داده شده است، جو را به صورت عمودی تقسیم می‌کنند.

دامنه افقی یا جهانی یک مدل، کل کره زمین را پوشش می‌دهد، و دامنه منطقه ای یک مدل تنها بخشی از زمین را پوشش می‌دهد. مدل‌های منطقه ای (همچنین به عنوان مدل‌های محدود منطقه یا LAMها نیز شناخته می‌شوند) امکان استفاده از فضای شبکه ای ظریف تر را نسبت به مدل‌های جهانی فراهم می‌کنند، زیرا منابع محاسباتی موجود بر روی یک منطقه خاص متمرکز شده‌اند به جای اینکه روی کره زمین گسترده شوند. این امر به مدل‌های منطقه‌ای اجازه می‌دهد تا به وضوح پدیده‌های هواشناسی در مقیاس کوچک‌تر را حل کنند که نمی‌توان آن را بر روی شبکه درشت‌تر یک مدل جهانی نمایش داد. مدل‌های منطقه ای از یک مدل جهانی برای مشخص کردن شرایط در حاشیه دامنه خود (شرایط مرزی) استفاده می‌کنند تا سیستم‌های خارج از دامنه مدل منطقه ای بتوانند به داخل منطقه خود حرکت کنند. عدم قطعیت و خطاهای موجود در مدلهای منطقه ای توسط مدل جهانی مورد استفاده برای شرایط مرزی در کنار مدل منطقه ای و همچنین خطاهای منتسب به خود مدل منطقه ای معرفی شده است.

## سیستم مختصات

### مختصات افقی
مختصات افقی ممکن است به‌طور مستقیم در مختصات جغرافیایی (طول و عرض جغرافیایی) برای مدلهای جهانی یا در مختصات مسطح پیش‌بینی نقشه برای مدل‌های منطقه ‌ای بیان شود.
سرویس هواشناسی آلمان برای مدل جهانی ICON خود (مدل گردش عمومی جو غیر هیدرواستاتیک آیکوآسادیل) از شبکه ای مبتنی بر بیست‌وجهی منتظم استفاده می‌کند.
سلولهای اصلی در این شبکه به جای چهار سلول کناری در یک شبکه عرض جغرافیایی سنتی مثلث بندی می‌شوند. مزیت این روش این است که، فارغ از طول جغرافیایی یک سلول در همه جای کره زمین به یک اندازه هستند. از این رو معادلات حاکم بر این شبکه غیر مستطیلی پیچیدگی بیشتری دارند.

### مختصات عمودی
مختصات عمودی به روش‌های مختلفی بکار گرفته می‌شود. مدل سال ۱۹۲۲ لوئیس فری ریچاردسون از ارتفاع هندسی z به عنوان مختصات عمودی استفاده کرد. سپس مدل‌های بعدی مختصات هندسی z را با یک سیستم مختصات فشار جایگزین کردند، که در آن ارتفاعات جغرافیایی سطوح تحت فشار ثابت به متغیرهایی وابسته تبدیل شده و معادلات ابتدایی را بسیار ساده می‌کنند. این ارتباط بین دستگاه‌های مختصات می‌تواند ایجاد شود زیرا فشار با افزایش ارتفاع در جو زمین کاهش می‌یابد. اولین مدل مورد استفاده برای پیش‌بینی‌های عملیاتی، مدل باروتروپیک تک لایه، از یک هماهنگ‌کننده فشار در سطح ۵۰۰ میلی بار (حدود ۵ هزار و ۵۰۰ متر (۱۸۰۰۰ فوت))، استفاده می‌کرد و بنابراین اساساً دو بعدی بود. مدل‌های با وضوح بالا - که مدل‌های مقیاس مزو نیز نامیده می‌شوند - مانند مدل تحقیقات هواشناسی و مدل پیش‌بینی تمایل دارند از مختصات فشار نرمال شده‌ای که به آنها مختصات سیگما گفته می‌شود استفاده کنند. این سیستم مختصات نام خود را از متغیر مستقل سیگما گرفته است و برای اندازه‌گیری فشار اتمسفری با توجه به فشار در سطح، و در برخی موارد نیز با فشار در بالای دامنه دریافت می‌کند.

## خروجی آماری مدل
از آنجا که مدل‌های پیش‌بینی شده بر اساس معادلات دینامیک اتمسفری شرایط وضع هوا را کاملاً مشخص نمی‌کنند، روش‌های آماری برای تصحیح پیش‌بینی‌ها توسعه داده شده است. مدل‌های آماری بر اساس میدان‌های سه بعدی تولید شده توسط مدل‌های عددی وضع هوا، مشاهدات سطح و شرایط اقلیمی برای مکان‌های خاص ایجاد شده‌اند. این مدل‌های آماری در مجموع به عنوان آمار خروجی مدل MOS، گفته می‌شوند و توسط سازمان ملی هواشناسی برای مجموعه مدل‌های پیش‌بینی وضع هوا در اواخر دهه ۱۹۶۰ تهیه شده‌اند.
آمار خروجی مدل با روش Prog کامل تفاوت دارد، و فرض می‌کند که خروجی راهنمای پیش‌بینی عددی وضع هوا کامل است. مدل MOS می‌تواند اثرات محلی را که به دلیل دقت ناکافی شبکه و همچنین تعصبات مدل قابل حل نیستند، تصحیح کند. از آنجا که مدل MOS بعد از مدل جهانی یا منطقه ای مربوط اجرا می‌شود، تولید آن به عنوان پس پردازش شناخته می‌شود. پارامترهای پیش‌بینی شده در مدل MOS شامل حداکثر و حداقل دما، درصد احتمال بارش در طی چند ساعت، میزان بارش مورد انتظار، احتمال یخ زدگی بارش در طبیعت، احتمال رعد و برق، ابرناکی و بادهای سطحی می‌باشد.

## مجموعه‌ها

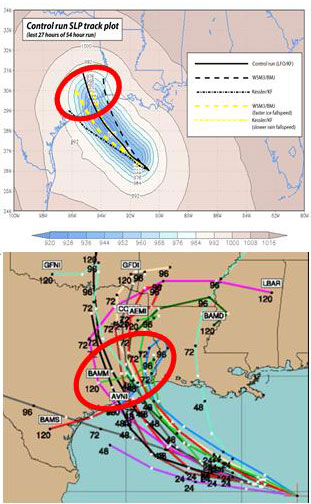
بالا: شبیه‌سازی مدل تحقیقات هوا و پیش‌بینی (WRF) آهنگ طوفان ریتا (۲۰۰۵). پایین: گسترش پیش‌بینی گروهی چند مدل NHC.

در سال ۱۹۶۳، ادوارد لورنز ماهیت آشفتگی روابط دینامیک سیالات که در پیش‌بینی وضع هوا دست داشتند را کشف کرد. خطاهای بسیار کوچک در دما، وزش باد و سایر ورودی‌های اولیه داده شده به مدل‌های عددی هر ۵ روز یکبار تقویت و دو برابر می‌شوند، که آن را برای پیش‌بینی‌های بلند مدت غیرممکن می‌سازند. آن‌هایی که بیش از دو هفته قبل ساخته شده‌اند - تا وضعیت اتمسفر را با هر درجه‌ای از مهارت پیش‌بینی کنند. علاوه بر این، شبکه‌های نظارتی موجود در بعضی مناطق پوشش ضعیفی دارند (به عنوان مثال، در آب‌های بزرگ مانند اقیانوس آرام) که عدم قطعیت را در حالت اولیه حقیقی اتمسفر ایجاد می‌کنند. در حالی که مجموعه ای از معادلات به نام معادلات لیوویل برای تعیین عدم قطعیت اولیه در مدل‌سازی وجود دارد، معادلات برای اجرای در زمان واقعی حتی با استفاده از ابر رایانه‌ها بسیار پیچیده هستند. این عدم قطعیت‌ها دقت پیش‌بینی مدل را به حدود پنج یا شش روز آینده محدود می‌کنند.
ادوارد اپشتین در سال ۱۹۶۹ تشخیص داد که جو به دلیل عدم قطعیت ذاتی، نمی‌تواند به‌طور کامل با یک پیش‌بینی کامل توصیف شود و پیشنهاد کرد با استفاده از مجموعه ای از شبیه‌سازی‌های تصادفی مونت کارلو، برای تولید میانگین‌ها و واریانس برای وضعیت اتمسفر ایجاد شود. اگرچه این نمونه اولیه از یک گروه نشان دهنده مهارت بود، اما در سال ۱۹۷۴ سسیل لیث نشان داد که آنها تنها زمانی پیش‌بینی‌های کافی را تولید می‌کنند که توزیع احتمال این گروه نمونه ای از توزیع احتمال در اتمسفر باشد.
از دهه ۱۹۹۰، پیش‌بینی‌های گروهی به‌طور عملیاتی (به عنوان پیش‌بینی‌های معمول) برای محاسبه ماهیت تصادفی فرایندهای هواشناسی، یعنی برای حل عدم قطعیت ذاتی آنها به کار گرفته شده است. این روش شامل تجزیه و تحلیل پیش‌بینی‌های متعدد ایجاد شده با یک مدل پیش‌بینی منفرد با استفاده از شرایط فیزیکی متفاوت یا شرایط اولیه متغیر است.
از سال ۱۹۹۲ با پیش‌بینی‌های گروهی تهیه شده توسط مرکز اروپایی پیش‌بینی وضع هوا در محدوده متوسط (ECMWF) و مراکز ملی پیش‌بینی‌های هواشناسی، مدل پیش‌بینی‌های گروهی برای کمک به تعریف عدم قطعیت پیش‌بینی و گسترش روزنه ای برای آینده استفاده شده است که در آن که در آن پیش‌بینی عددی شرایط وضع هوا در آینده بیشتر از آنچه امروزه ممکن است، دوام می‌آورد. مدل ECMWF، سیستم پیش‌بینی گروهی، از بردارهای منحصر به فرد برای شبیه‌سازی چگالی احتمال اولیه استفاده می‌کند، در حالی سیستم پیش‌بینی جمعی گروه جهانی NCEP، از تکنیکی موسوم به تولید بردار استفاده می‌کند. اداره هواشناسی بریتانیا پیش‌بینی‌های جهانی و منطقه ای را انجام می‌دهد که در آن اختلالات در شرایط اولیه با استفاده از یک فیلتر کالمن تولید می‌شوند. ۲۴ نفر از اعضای گروه در سیستم پیش‌بینی گروهی منطقه‌ای و جهانی هواشناسی (MOGREPS) حضور دارند.
در یک روش مبتنی بر مدل واحد، پیش‌بینی گروهی معمولاً از نظر میانگین پیش‌بینی‌های فردی در مورد یک متغیر پیش‌بینی، و همچنین میزان توافق بین پیش‌بینی‌های مختلف درون سیستم گروه، همان‌طور که با گسترش کلی آنها نشان داده شده است، ارزیابی می‌شود. انتشار گروهی از طریق ابزارهایی مانند نمودار اسپاگتی تشخیص داده می‌شود که پراکندگی یک مقدار را در نمودارهای تشخیصی برای مراحل زمانی خاص در آینده نشان می‌دهد. ابزار دیگری که در آن از انتشار گروهی استفاده می‌شود، متئوگرام است که پراکندگی را در پیش‌بینی یک مقدار برای یک مکان مشخص نشان می‌دهد. متداول است که این مجموعه بسیار کوچک باشد و وضع هوایی که در آن رخ می‌دهد را شامل شود، که می‌تواند منجر به تشخیص نادرست عدم قطعیت مدل پیش‌بینی‌کننده‌ها شود. این مشکل به ویژه برای پیش‌بینی‌های وضع هوا در حدود ده روز پیش از وقوع آن حادتر می‌شود. هنگامی که برنامه‌های گروهی کوچک است و راه حل‌های پیش‌بینی با چند دور مدل سازگار می‌باشند، پیش‌بینی کننده‌ها نسبت به میانگین گروه و پیش‌بینی به‌طور کلی اطمینان بیشتری کسب می‌کنند. علی‌رغم این ادراک، معمولاً ارتباط مهارتهای گسترش یافته ضعیف است یا پیدا نمی‌شود، زیرا ارتباط خطای گسترده معمولاً کمتر از ۰٫۶ است و تنها تحت شرایط خاص بین ۰٫۶–۰٫۷ است. رابطه بین گسترش گروه‌ها و مهارت پیش‌بینی به‌طور قابل ملاحظه ای بسته به فاکتورهایی مانند مدل پیش‌بینی و منطقه ای که پیش‌بینی برای آن صورت می‌گیرد، متفاوت است.
به همین ترتیب، بسیاری از پیش‌بینی‌های از یک مدل منفرد را می‌توان برای تشکیل یک مجموعه گروهی استفاده کرد، ممکن است مدل‌های متعددی نیز ترکیب شوند تا یک پیش‌بینی گروهی ایجاد شود. این رویکرد پیش‌بینی گروهی چند مدلی نامیده می‌شود و نشان‌داده شده است که در مقایسه با یک رویکرد مبتنی بر مدل واحد، پیش‌بینی‌ها را بهبود می‌بخشد. مدل‌های درون یک گروه‌بندی چندمدلی را می‌توان برای پیش‌بینی‌های مختلف، که فرآیندی است که به عنوان پیش‌بینی ابردسته‌ای شناخته می‌شود، تنظیم کرد. این نوع پیش‌بینی، خطاهای خروجی مدل را به‌طور چشمگیری کاهش می‌دهد.
برنامه‌های کاربردی
مدل‌سازی کیفیت هوا
پیش‌بینی کیفیت هوا برای پیش‌بینی زمان رسیدن غلظت آلاینده‌ها به سطحی که برای سلامت عمومی خطرناک است، صورت می‌گیرد. غلظت آلاینده‌ها در اتمسفر توسط انتقال یا سرعت متوسط حرکت در اتمسفر، انتشار آن‌ها، تغییر شکل شیمیایی و رسوب زمین تعیین می‌شود. این مدل‌ها علاوه بر منابع آلاینده و اطلاعات زمینی، به داده‌هایی دربارهٔ وضعیت جریان سیال در اتمسفر برای تعیین انتقال و انتشار آن نیاز دارند. شرایط هواشناسی مانند وارونگی دمایی می‌تواند مانع از بالا رفتن هوا و به دام انداختن آلاینده‌های موجود در نزدیکی سطح زمین شود، که پیش‌بینی دقیق چنین رویدادهایی را برای مدل‌سازی کیفیت هوا بسیار مهم می‌سازد. مدل‌های کیفیت هوای شهری به یک شبکه محاسباتی بسیار خوب و استفاده از مدل‌های هواشناسی با وضوح بالا نیاز دارند؛ علی‌رغم این‌گونه مسائل، کیفیت هدایت عددی هوا، عدم قطعیت عمده در پیش‌بینی‌های کیفیت هوا می‌باشد.
مدل‌سازی اقلیم
مدل گردش عمومی (GCM) یک مدل ریاضی است که می‌تواند در شبیه‌سازی‌های رایانه ای از گردش جهانی اتمسفر سیاره ای یا اقیانوسی مورد استفاده قرار گیرد. یک مدل گردش کلی اتمسفر (AGCM) در اصل مشابه با یک مدل جهانی پیش‌بینی عددی وضع هوا است، و برخی (مانند مدل مورد استفاده در مدل یکپارچه بریتانیا) می‌توانند برای هر دو پیش‌بینی وضع هوای کوتاه مدت و همچنین پیش‌بینی‌های بلند مدت آب و هوا تنظیم شوند. در کنار اجزای یخ‌های دریا و اجزای سطح زمین، AGCMها و GCMهای اقیانوسی (OGCM) اجزای اصلی مدل‌های اقلیمی جهانی هستند و برای درک اقلیم و پیش‌بینی تغییرات اقلیم به‌طور گسترده استفاده می‌شوند. برای جنبه‌های تغییرات اقلیمی، طیف وسیعی از سناریوهای انتشار مواد شیمیایی ساخته شده توسط انسان را می‌توان در مدل‌های آب و هوایی وارد کرد تا دریافت چگونه یک اثر گلخانه ای پیشرفته می‌تواند باعث تغییرات اقلیمی در زمین شود. نسخه‌های طراحی شده برای کاربردهای اقلیمی با مقیاس‌های زمانی از دهه‌ها تا قرن‌ها، ابتدا در سال ۱۹۶۹ توسط سیوکورو مانابه و کرک برایان در آزمایشگاه ژئوفیزیک دینامیک سیالات در پرینستون نیوجرسی ایجاد شد. هنگامی که برای چندین دهه اجرا شود، محدودیت‌های محاسباتی به این معنی است که مدل‌ها باید از یک شبکه درشت استفاده کنند که تعاملات مقیاس کوچک‌تر را حل‌نشده باقی می‌گذارد.
مدل‌سازی سطح اقیانوس
انتقال انرژی بین بادی که بر سطح اقیانوس و لایه بالایی اقیانوس می‌وزد، یک عنصر مهم در دینامیک موج است. از معادله انتقال موج طیفی برای توصیف تغییر طیف موج نسبت به تغییر توپوگرافی استفاده می‌شود. این مدل تولید موج، حرکت موج (انتشار درون یک سیال)، تغییر موج، شکست، انتقال انرژی بین امواج و اتلاف موج را شبیه‌سازی می‌کند. از آنجا که بادهای سطحی اولین مکانیزم اجباری در معادله حمل و نقل موج طیفی هستند، مدل‌های موج اقیانوسی از اطلاعات تولید شده توسط مدل‌های پیش‌بینی عددی وضع هوا به عنوان ورودی برای تعیین میزان انتقال انرژی از جو به لایه ای در سطح اقیانوس استفاده می‌کنند.

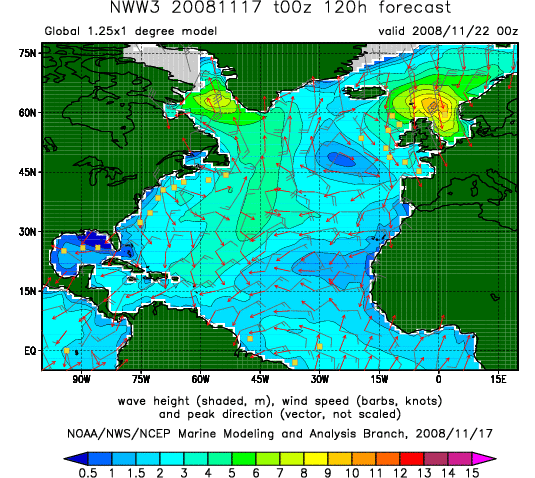
پیش‌بینی باد و موج ۱۲۰ ساعته NOAA Wavewatch III برای اقیانوس اطلس شمالی

در کنار اتلاف انرژی از طریق امواج تولید شده توسط بادها و رزونانس بین امواج، بادهای سطحی از مدل‌های هواشناسی عددی امکان پیش‌بینی دقیق تر از وضعیت سطح دریا را فراهم می‌کنند.
پیش‌بینی طوفان گرمسیری
پیش‌بینی طوفان گرمسیری نیز به داده‌های تهیه شده توسط مدل‌های عددی هواشناسی متکی است. سه کلاس اصلی از مدل‌های هدایت طوفان گرمسیری وجود دارد: مدل‌های آماری بر اساس تحلیل رفتار طوفان با استفاده از اقلیم‌شناسی است و در ارتباط با موقعیت و تاریخ طوفان، پیش‌بینی می‌کنند که بر اساس فیزیک جو در آن زمان استوار نباشد. مدل‌های دینامیکی مدل‌های عددی هستند که معادلات حاکم بر جریان سیال در جو را حل می‌کنند. این مدل‌ها بر اساس همان اصول مانند سایر مدل‌های پیش‌بینی وضع هوا برای منطقه محدود است اما ممکن است شامل تکنیک‌های ویژه محاسباتی مانند حوزه‌های فضایی پالایش شده که همراه با سیکلون حرکت می‌کنند باشند. مدل‌هایی که از المان‌های هر دو روش استفاده می‌کنند، مدل‌های آماری-دینامیکی نامیده می‌شوند.
در سال ۱۹۷۸، اولین مدل ردیابی طوفان بر اساس دینامیک جوی - مدل متحرک مش (MFM) شروع به کار کرد. در زمینه پیش‌بینی مسیر طوفان حاره ای، با وجود بهبود مستمر مدل دینامیکی، که با افزایش توان محاسباتی رخ داده است، تا دهه ۱۹۸۰ میلادی که پیش‌بینی‌های عددی مهارت نشان داد، و در دهه ۱۹۹۰ به‌طور مداوم از مدلهای آماری یا ساده دینامیکی عملکرد بهتری داشت. پیش‌بینی شدت یک طوفان حاره‌ای بر اساس پیش‌بینی هوای عددی همچنان چالش‌آفرین است، زیرا روش‌های آماری همچنان مهارت بیشتری نسبت به راهنمایی‌های دینامیکی نشان می‌دهند.
مدل‌سازی آتش‌سوزی جنگل

یک مدل انتشار آتش‌سوزی ساده

در مقیاس مولکولی، دو فرایند واکنش رقابتی اصلی وجود دارد که در تجزیه سلولز یا سوخت‌های چوبی در آتش‌سوزی‌های طبیعی رخ می‌دهد. هنگامی که رطوبت کمی در یک الیاف سلولزی وجود دارد، فرار کردن سوخت رخ می‌دهد. این فرایند باعث تولید محصولات گازی میانی می‌شود که در نهایت منبع احتراق خواهند بود. هنگامی که رطوبت وجود دارد یا زمانی که گرمای کافی از الیاف خارج می‌شود، عمل سوختن رخ می‌دهد. سینتیک شیمیایی هر دو واکنش نشان می‌دهد که نقطه ای وجود دارد که در آن سطح رطوبت به اندازه کافی پایین باشد و / یا میزان گرمایش به اندازه کافی بالا باشد که برای فرآیندهای احتراقی خودکفا شود. در نتیجه تغییرات در سرعت باد، جهت، رطوبت، دما یا نرخ لغزش (آهنگ کاهش ریت) در سطوح مختلف اتمسفر می‌تواند تأثیر قابل توجهی بر رفتار و رشد یک آتش‌سوزی طبیعی داشته باشد. از آنجا که آتش‌سوزی‌های طبیعی به‌عنوان یک منبع حرارتی به جریان اتمسفری عمل می‌کند، این آتش‌سوزی می‌تواند الگوهای انتقال محلی را تغییر دهد و یک حلقه بازخورد بین آتش و اتمسفر ایجاد کند.
یک مدل دو بعدی ساده شده برای گسترش آتش‌سوزی‌های طبیعی که از همرفت برای نشان دادن اثرات باد و عوارض زمین استفاده می‌کند و همچنین انتقال حرارت تابشی به عنوان روش غالب انتقال حرارت، منجر به سیستم‌های واکنش-انتشار از معادلات دیفرانسیل جزئی می‌شود. مدل‌های پیچیده‌تر به مدل‌های هواشناسی عددی یا مدل‌های دینامیک سیالات محاسباتی که با یک جزء آتش‌سوزی طبیعی پیوسته‌اند که امکان تخمین اثرات بازخوردی بین آتش و اتمسفر را فراهم می‌کند. پیچیدگی اضافی در کلاس دوم مدل‌ها به افزایش متناظر در توان رایانه‌ای‌شان مربوط می‌شود. در واقع، یک راه حل سه‌بعدی کامل از احتراق از طریق شبیه‌سازی عددی مستقیم در مقیاس‌های مرتبط با مدل‌سازی اتمسفریک، به دلیل هزینهٔ محاسباتی بیش از حد، در حال حاضر امکان‌پذیر نیست. مدل‌های عددی وضع هوا مهارت پیش‌بینی محدودی را در وضوح فضایی تحت شعاع ۱ کیلومتر (۰٫۶ مایل) به منظور محاسبه چگونگی تغییر بادها به‌طور محلی با توجه به آتش، و استفاده از آن بادهای اصلاح‌شده تا تعیین میزان آتش‌سوزی در محل به‌طور محلی، محدود کرده‌اند. اگر چه مدل‌هایی از قبیل (لاس آلاموس) برای غلظت سوخت و اکسیژن حل می‌کنند، شبکه محاسباتی نمی‌تواند برای رفع واکنش احتراق به اندازه کافی خوب باشد، بنابراین برای توزیع دما در هر سلول شبکه و همچنین برای نرخ واکنش احتراق باید تخمین زده شود.